# La contessa di Castiglione (miniserie televisiva)
La contessa di Castiglione è una miniserie televisiva di coproduzione internazionale, creata e diretta dalla regista Josée Dayan e trasmessa in prima visione su Rai 1 in due serate, il 3 dicembre e il 4 dicembre 2006. Narra le vicende della patriota Virginia Oldoini Verasis, contessa di Castiglione appunto, qui interpretata da Francesca Dellera.

## Trama
Torino, 1855. Virginia Oldoini, contessa di Castiglione, è una donna spregiudicata e bellissima, innamorata di Andrea Pieri, un giovane patriota pronto a tutto pur di vedere la sua amata Italia libera dall'oppressore straniero. Rimasto ferito durante uno scontro equestre, Andrea si rifugia nel centro di Torino, proprio nel castello di Virginia, la quale, con l'approvazione del marito, il conte Francesco Verasis di Castiglione, si occupa di lui.
Intanto Costantino Nigra, incaricato d'affari del Regno del Piemonte (o di Sardegna) a Parigi, scopre i rapporti della contessa con i sovversivi, e vede in lei l'escamotage perfetto per allearsi con Napoleone III ed avvicinarlo alla nobile causa italiana.

## Produzione

### Riprese
Tra le location principali, tutte in Piemonte, nelle quali si sono svolte le riprese (iniziate a giugno e terminate a luglio del 2006), figurano:
- Palazzo Reale e Palazzo Madama nel centro di Torino (per tutte le scene interne al castello che nella storia viene fintamente descritto come proprietà di Virginia Oldoini e Francesco Verasis);
- Palazzo Carignano, nel centro di Torino;
- Biblioteca nazionale di Torino;
- Villa Cimena, a Castagneto Po;
- Castello di Racconigi.[3]

## Distribuzione
In Italia la miniserie è stata distribuita tramite Rai 1 a partire dal 3 dicembre 2006, mentre in Francia, sul canale France 2, soltanto dal 27 giugno 2009.

## Accoglienza

### Ascolti
In Italia in prima serata su Rai 1 la miniserie ha ottenuto un'alta media d'ascolto di oltre 4.750.000 telespettatori, con uno share corrispondente a circa il 20,03%(1º episodio) e 18,43% (2º episodio) della popolazione.